# 桧溪镇
桧溪镇，是中华人民共和国云南省昭通市永善县下辖的一个乡镇级行政单位。

## 行政区划
桧溪镇下辖以下地区：
桧溪村、强胜村、源胜村、簸箕村、永胜村和得胜村。